# Гассен, Готлиб
Готлиб Гассен (нем. Gottlieb Gassen; 2 августа 1805, Эренбрейтштейн (ныне Кобленц) — 3 июня 1878, Кобленц) — немецкий художник.

## Жизнь и творчество
Гассен изучал живопись в Мюнхене с 1827 года под руководством художника Петера фон Корнелиуса. Затем занимался фресковой живописью.
Его кисти принадлежит изображение «Штурм Годесберга у Бонна войсками герцога Вильгельма I Баварского» (по эскизам Штильке). В Аркадах королевского Дворцового парка (Гофгартен) и в новой Резиденции — совместно с Германом и Нёйройтером — он создал круг из фресок с изображениями от Вальтера фон дер Фогельвейде, Вольфрама фон Эшенбаха и «Оберона» (из Виланда). Также — уже самостоятельно — написал ряд потолочных фресок в ложах здания мюнхенской Старой пинакотеки (по наброскам своего учителя Корнелиуса).
Позднее художник расписывал фресками церковь Троицы в Вейсентурне-на-Рейне (находится на противоположном от города Нойвид берегу реки). Эти произведения Г. Гассена указывают на хорошо продуманную художественную композицию с одной стороны, с другой — на его увлечение церковно-католической символикой.